# Washington Open 1979
Il Washington Open 1979, noto anche come Washington Star International per motivi di sponsorizzazione, è stato un torneo di tennis giocato sulla terra verde. È stata l'11ª edizione del torneo e faceva parte del Colgate-Palmolive Grand Prix 1979. Si è giocato a Washington negli Stati Uniti dal 14 al 20 luglio 1979.

## Campioni

### Singolare maschile
Guillermo Vilas ha battuto in finale  Víctor Pecci con il punteggio di 7–6, 7–6.

### Doppio maschile
Marty Riessen /  Sherwood Stewart hanno battuto in finale  Brian Gottfried /  Raúl Ramírez con il punteggio di 2–6, 6–3, 6–4.